# ゴースト・ハウス
『ゴースト・ハウス』（The Messengers）は、2007年のアメリカ合衆国のホラー映画。

## 概要
クリステン・スチュワート主演のこの映画は、監督はパン兄弟、初ハリウッド作品でもある。製作はサム・ライミ。
この映画はノースダコタ州にある田舎の空き家に心機一転を図り越してきたソロモン家がそこで起きる超常現象に巻き込まれていく様子を描いたものである。
アメリカ合衆国での公開は2007年2月2日。同年7月5日にDVDがリリースされた。この映画はノースダコタ州が舞台になっているが、実際は、カナダのサスカチュワン州カペルバレー(Qu'Appelle Valley)郊外のアバネシー（Abernethy）で撮影された。
この映画のグラフィックノベル（ストーリー：ジェイソン・ホール、作画：ケレージョンズ）が2007年にダークホースコミックスからリリースされた。 

## あらすじ
ノースダコタのある農村に建つ古い空き家をシカゴからソロモン家が買い取り、引っ越して来る。一家は家族の問題を乗り越えようとこの村でヒマワリの栽培を始めようとしていたが、長女のジェスはこの家に説明できない不気味な何かがあると感じていた。
ある日、留守を任されたジェスは窓ガラスや階段が崩壊するのを目にする。しかし、両親は娘がなかなか田舎暮らしに馴染めず親の気を引きたいだけだと言って取り合わない。ジェスは家で起こるさまざまな謎を親を頼らず解き明かそうとするが…。

## キャスト
※括弧内は日本語吹替
- ジェス・ソロモン - クリステン・スチュワート（小島幸子）
- ロイ・ソロモン - ディラン・マクダーモット（堀内賢雄）
- デニース・ソロモン - ペネロープ・アン・ミラー（佐々木優子）
- ベン・ソロモン - セオドア・ターナー/エヴァン・ターナー
- ジョン・バーウェル - ジョン・コーベット（安井邦彦）
- ボビー - ダスティン・ミリガン（野島裕史）
- コルビー・プライス - ウィリアム・B・デイヴィス（塚田正昭）
- プラム - ブレント・ブリスコー
- マイケル・ロリンズ - ジョデル・フェルランド（岩村琴美）
- メアリー・ロリンズ - シャーリー・マックィーン（水落幸子）
- リンジー・ロリンズ - タチアナ・マスラニー（武田華）